# Pseudolophia
Pseudolophia – rodzaj chrząszczy z rodziny kózkowatych i podrodziny zgrzypikowych. 

## Zasięg występowania
Przedstawiciele tego rodzaju występują w Azji południowo-Wschodniej, płd. Chinach oraz wsch. Indiach.

## Systematyka
Do Pseudolophia należą 4 gatunki:
- Pseudolophia melanura
- Pseudolophia nigrosignata
- Pseudolophia sumatrensis
- Pseudolophia uniformi